# بایدارلی
بایدارلی (به لاتین: Baydarlı) یک منطقه مسکونی در جمهوری آذربایجان است که در شهرستان قاخ واقع شده است. بایدارلی ۳۶۸ نفر جمعیت دارد.